# Hjälporganisation
Hjälporganisation är en organisation som hjälper människor i nöd och bistår människor med diverse förnödenheter.